# ЭР31
ЭР31 (Электропоезд Рижский, 31-й тип) — серия экспортных электропоездов переменного тока производства Рижского вагоностроительного завода (РВЗ). Заводское обозначение — 62-239. Поставлялась Советским Союзом в Югославию в 1980-х годах.

## История ввода в эксплуатацию
В начале 1980-х годов Югославия располагала определённым количеством пассажирских электропоездов для использования на линиях Белграда, Нови Сада, Скопье и Титограда. Для обновления парка МВПС были рассмотрены модели разных производителей. Рассматривался поезд собственной фирмы ГОША (JЖ серия 410/414) и импортный вариант — поезд ЭР31, созданный в СССР. В итоге был выбран советский вариант, который выигрывал у конкурента по стоимости в два раза. По классификации Югославских железных дорог (JЖ) вагоны поезда получили следующее обозначение серии:
412 (JЖ 412) — моторный головной;
416 (JЖ 416) — прицепной промежуточный.
Для обозначения всего состава обычно используют запись через дробь: JЖ 412/416. Первый состав вышел на линию 25 сентября 1980 года. Вскоре электропоезд ЭР31 получил прозвище «Горбачёв» — по фамилии генерального секретаря ЦК КПСС середины 1980-х годов.

## Общие сведения
Электропоезд производился в период с 1980 по 1990 год.
Электропоезд формируется по схеме Мг+Пп+Пп+Мг и, по сути, состоит из двух секций Мг+Пп, то есть в целом компоновка аналогична поездам РВЗ серий ЭР25 (для Болгарии), и, в некоторой степени, ЭР10, ЭР11, ЭР22.
Всего было построено 100 секций электропоезда ЭР31 (или 200 вагонов), из которых было сформировано 50 четырёхвагонных электропоездов.
В середине 1990-х годов были выпущены три аналогичных электропоезда (шесть секций) с двигателями увеличенной мощности, получившие в Латвии обозначение ЭР35. Несколько раньше, в начале 1990-х годов, были выпущены несколько электропоездов ЭР33 для Болгарии, в основу которых также легла конструкция ЭР31.

### Технические характеристики
Основные параметры четырёхвагонного электропоезда:
- длина — ≈102 м;
- габариты вагона:
  - длина — 25 540 мм;
  - ширина — 3120 мм;
  - высота — 3893 мм;
- масса тары — 220 т:
  - вагона серии 412 (Мг) — 58 т;
  - вагона серии 416 (Пп) — 52 т;
- максимальная служебная скорость — 120 км/ч;
- выходная мощность — 170×4×2=1360 кВт.

### Нумерация и маркировка
Составы ЭР31 в Югославии нумеровались по секциям. Каждая секция (Мг+Пп) получает свой номер (можно также сказать, что свой номер получает каждый вагон, а в одной секции они совпадают). Номер состоит из трёх цифр; счёт начинается от номера 001. Например, опытный образец состава, который в СССР мог бы получить обозначение ЭР31-001, состоит из следующих вагонов: (412-001)+(416-001)+(416-002)+(412-002).
Таким образом, он состоит из секций с номерами 001 и 002. На примере этого же поезда обозначение одной секций с её номером можно написать как 412/416-002 (вторая секция), а всего четырёхвагонного поезда — 412/416-001/002. Далее по тексту статьи для обозначения поездов и отдельных секций применяется именно этот формат.
Маркировка, выполняемая на вагонах, содержит тип вагона и номер его секции (или самого вагона), отделённый знаком тире; например: 412-096. В таком формате она выполнялась на лобовой части головного вагона (над сцепкой) и дублировалась на его боковой части (для прицепных вагонов — только на боковой части). В маркировке (только для наносимой на боковой стенке вагона) перед серией иногда указывается сокращённое наименование дороги; при этом на Югославских железных дорогах (JЖ) использовалась одновременно кириллица и латиница; например: JŽ-JЖ 412-096. Также под лобовыми стёклами обычно наносится логотип дороги (логотип завода — в виде букв «RVR» — размещён на боковой стенке кабины рядом с заводской табличкой). Дополнительно на корпусе вагона может наноситься осевая формула в формате UIC, а также сетевой номер.
Всего было построено 50 четырёхвагонных поездов ЭР31 (или 100 секций по два вагона). Таким образом, нумерация этих поездов закончилась на составе 412/416-099/100.

## Конструкция
В основе конструкции ЭР31 лежит конструкция электропоезда ЭР25, который, в свою очередь, был создан на базе серийных поездов РВЗ серий ЭР2 и ЭР9. По непроверенной пока информации на поездах ЭР31 широко применялись импортные комплектующие производства ведущих фирм: асимметричный токоприёмник югославской фирмы Минел, главный поршневой компрессор швейцарской фирмы Oerlikon, гребнесмазыватель швейцарской фирмы Sécheron, прожекторы американской фирмы General Electric, специальные короткие немецкие сцепки между вагонами и тому подобное.
Примечание — Некоторые из представленных на иллюстрациях элементов конструкции могут отличаться от оригинальных по причине модернизации оборудования.

### Механическая часть
Главное отличие в конструкции корпуса ЭР31 от ЭР25 — наличие среднего тамбура в каждом вагоне. Подробных данных об отличии в конструкции от ЭР2 и ЭР9 пока не обнаружено. Известно лишь, что вагоны имеют другие габариты (как описано выше), ввиду чего вагоны имеют меньшую ширину.
На лобовой части головных вагонов отличается конструкция буферно-сцепных устройств (устанавливается винтовая сцепка с двумя буферами по бокам) и световых приборов. Например, сверху на головном вагоне установлено два небольших прожектора вместо одного большого. Предположительно такая схема применена для резервирования — чтобы сохранить освещение путей при отказе одного из прожекторов. Также на первых поездах красные буферные фонари располагались ближе к центру (белые — по краям); затем расположение поменялось на обратное.
В отличие от поездов ЭР2 и ЭР9 каждый прицепной вагон имеет одностворчатые входные двери по концам и средний тамбур с двустворчатыми дверями, а головной вагон вместо входных пассажирских дверей имеет двери багажного отделения. С другой стороны головного вагона расположены одностворчатые входные двери (по аналогии с прицепным вагоном) и такой же средний тамбур. Как уже было сказано выше, компоновка поезда напоминает компоновку ЭР22 и ему подобных электропоездов для СССР.
Вагоны имели по две двухосные тележки (обе тележки моторного вагона — тяговые, с приводом на все оси) — как на других поездах РВЗ. Отличие состоит в конструкции тележек (как тяговых, так и бегунковых).

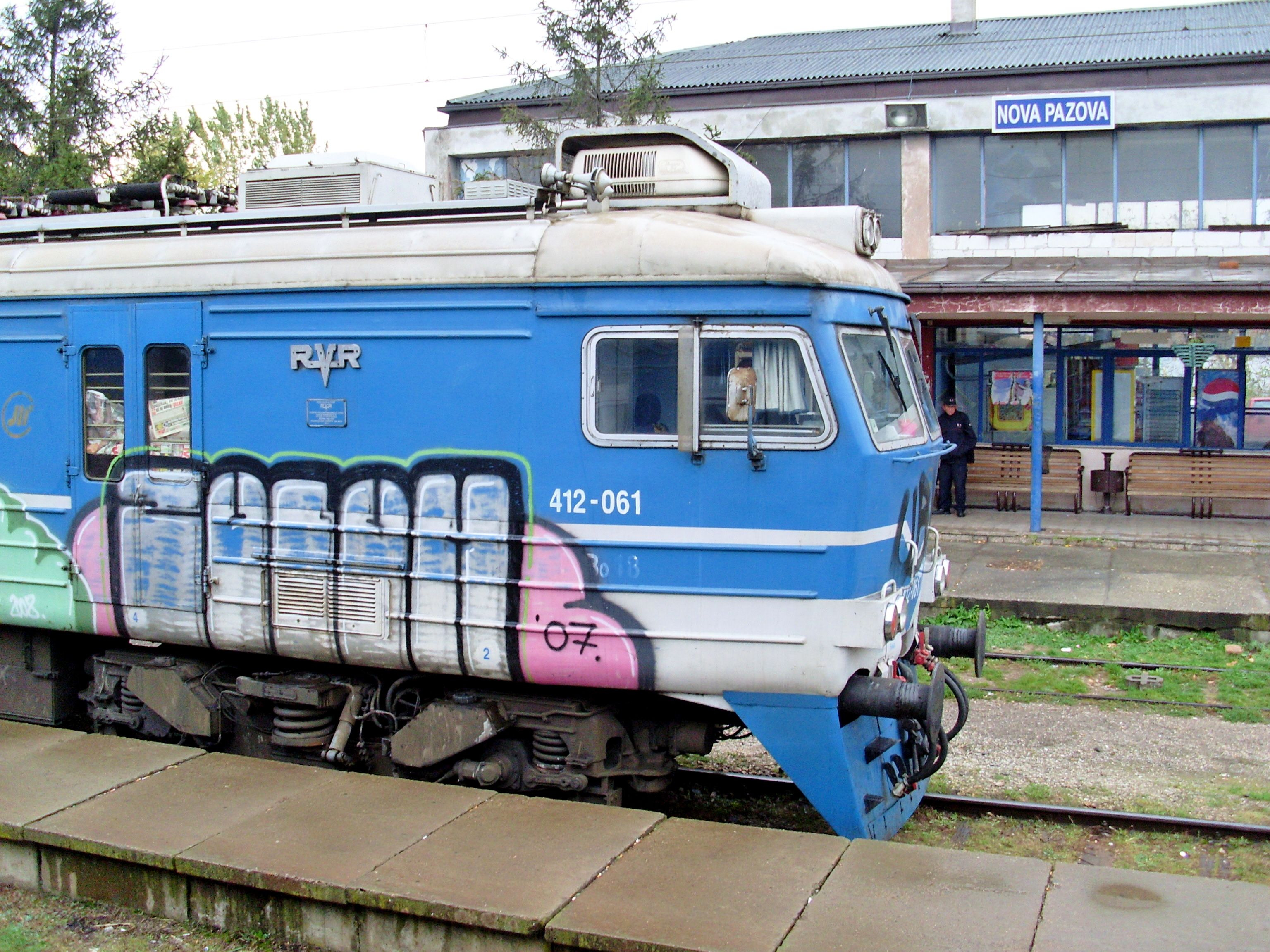
Кабина и двери багажного отделения головного вагона, вид сбоку
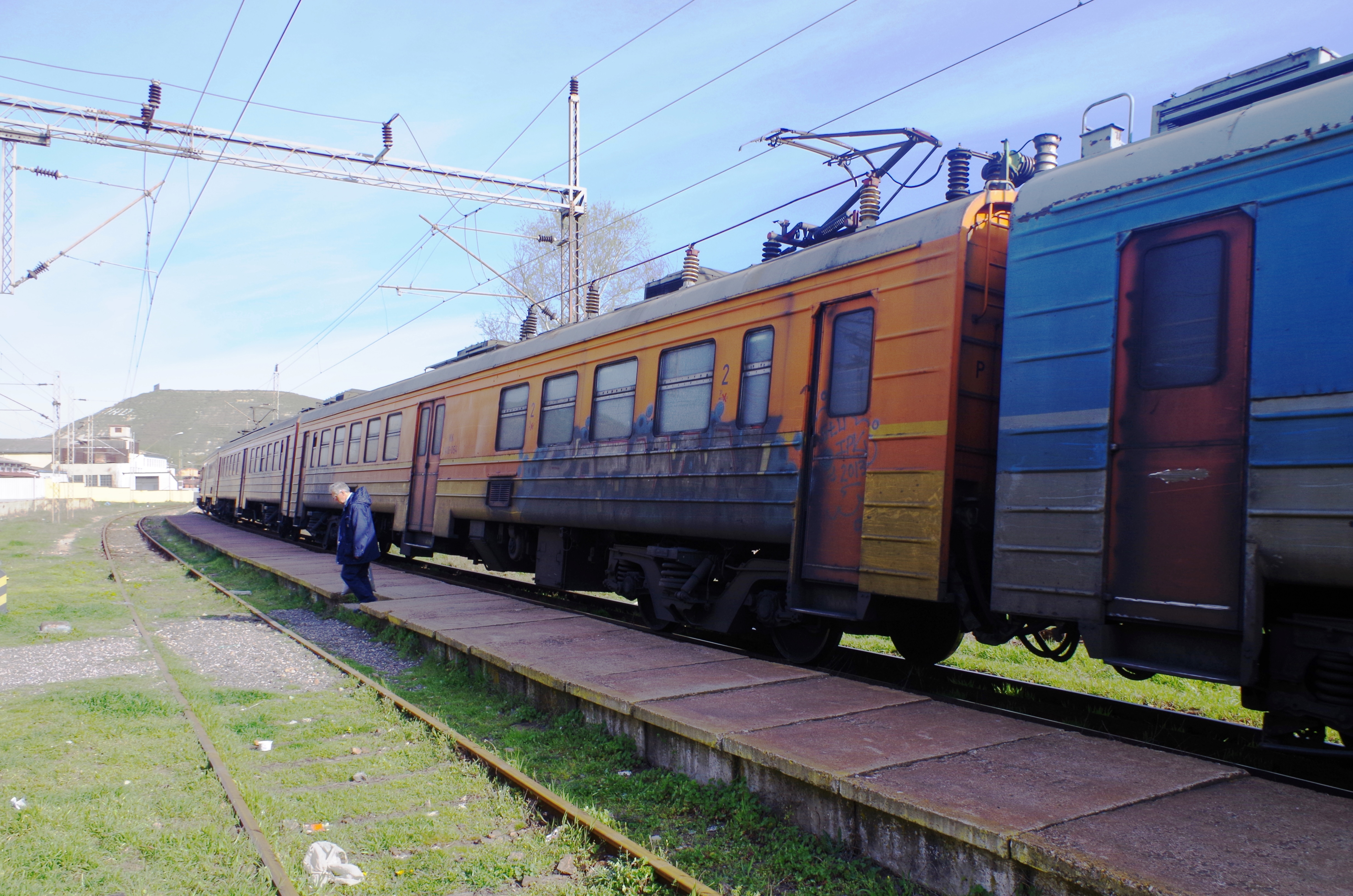
Промежуточный прицепной вагон с видимым крышевым электрооборудованием
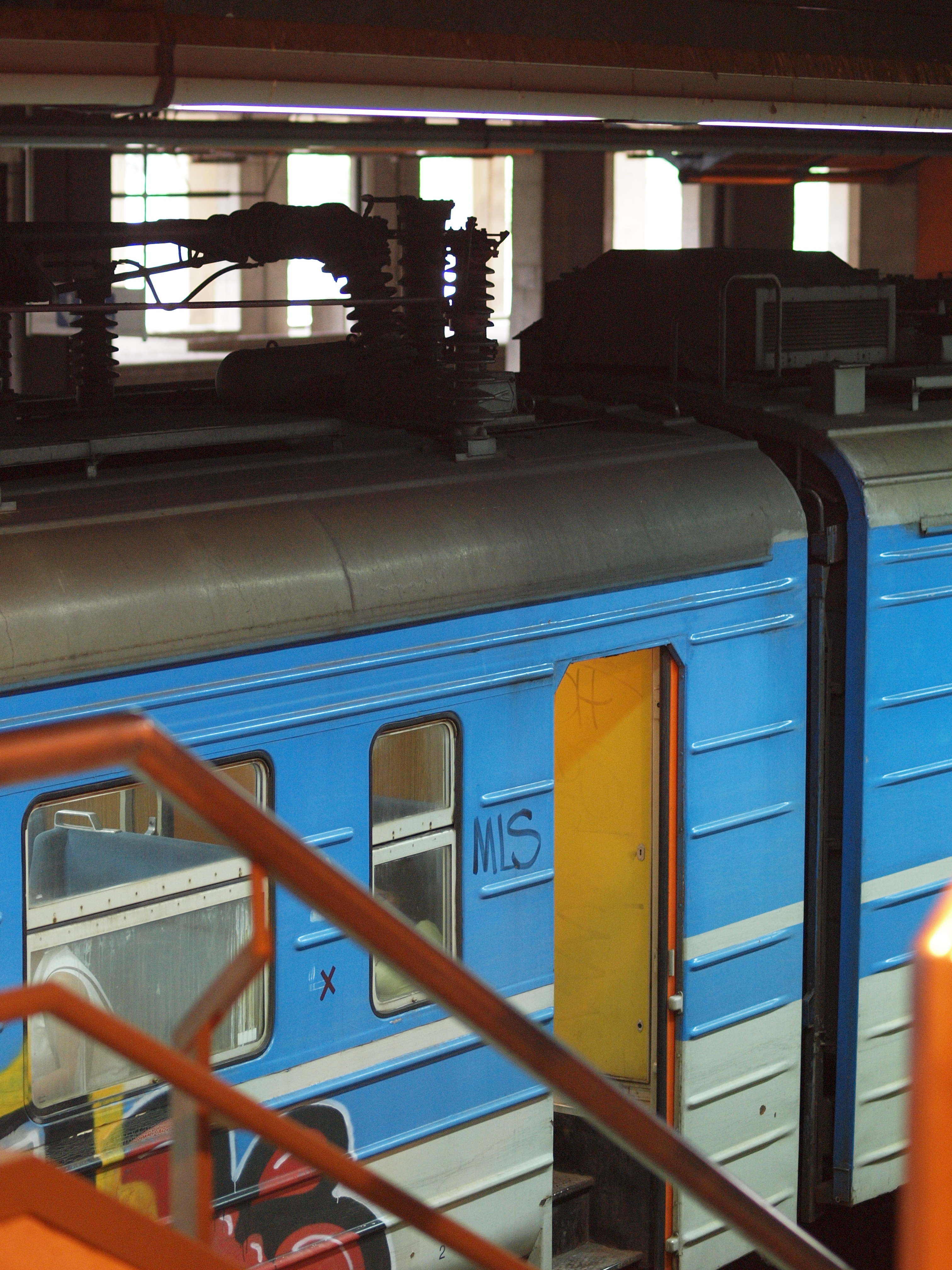
Крайний однодверный пассажирский тамбур и воздушный выключатель на крыше моторного вагона
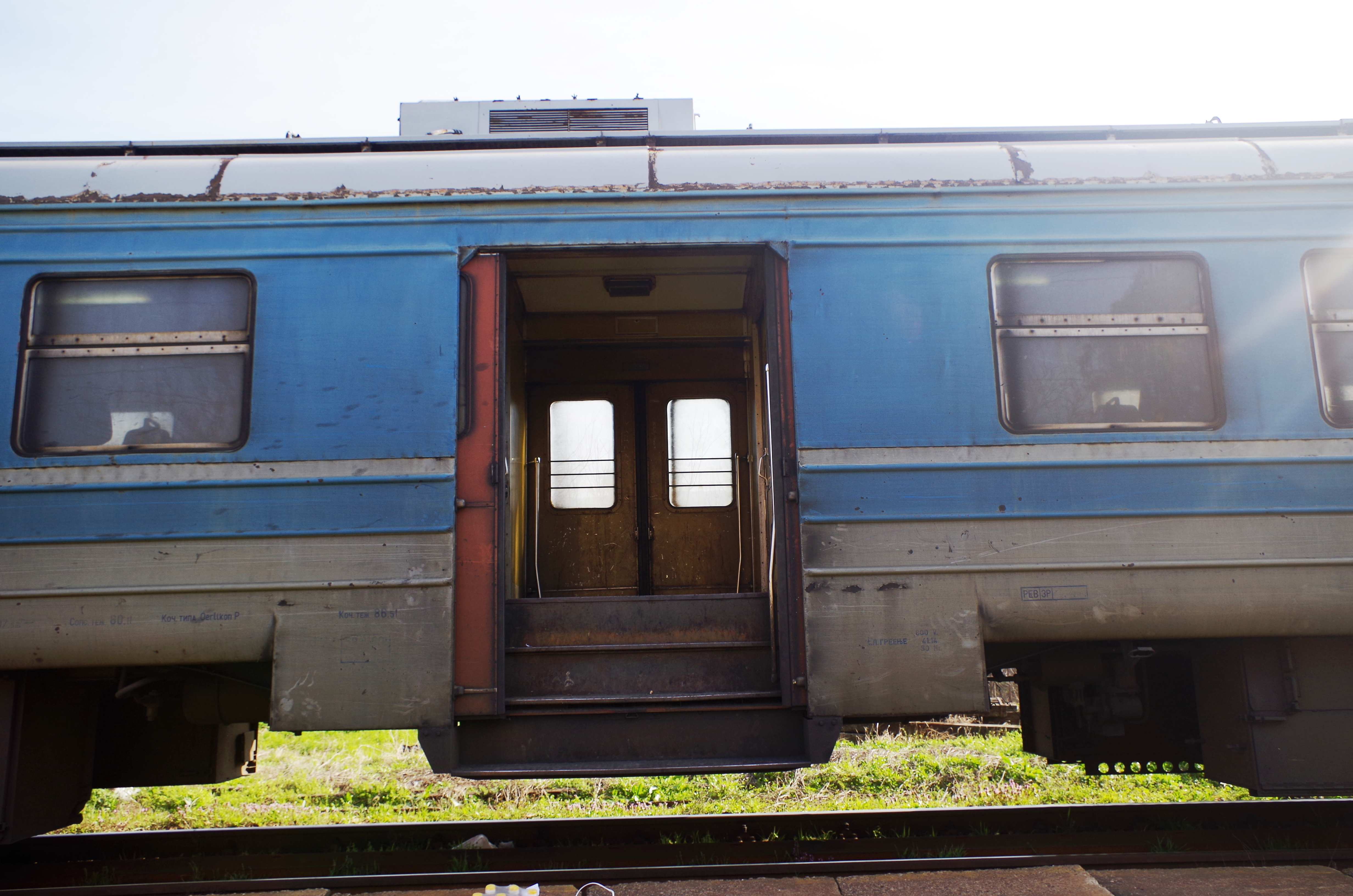
Средний двухдверный пассажирский тамбур

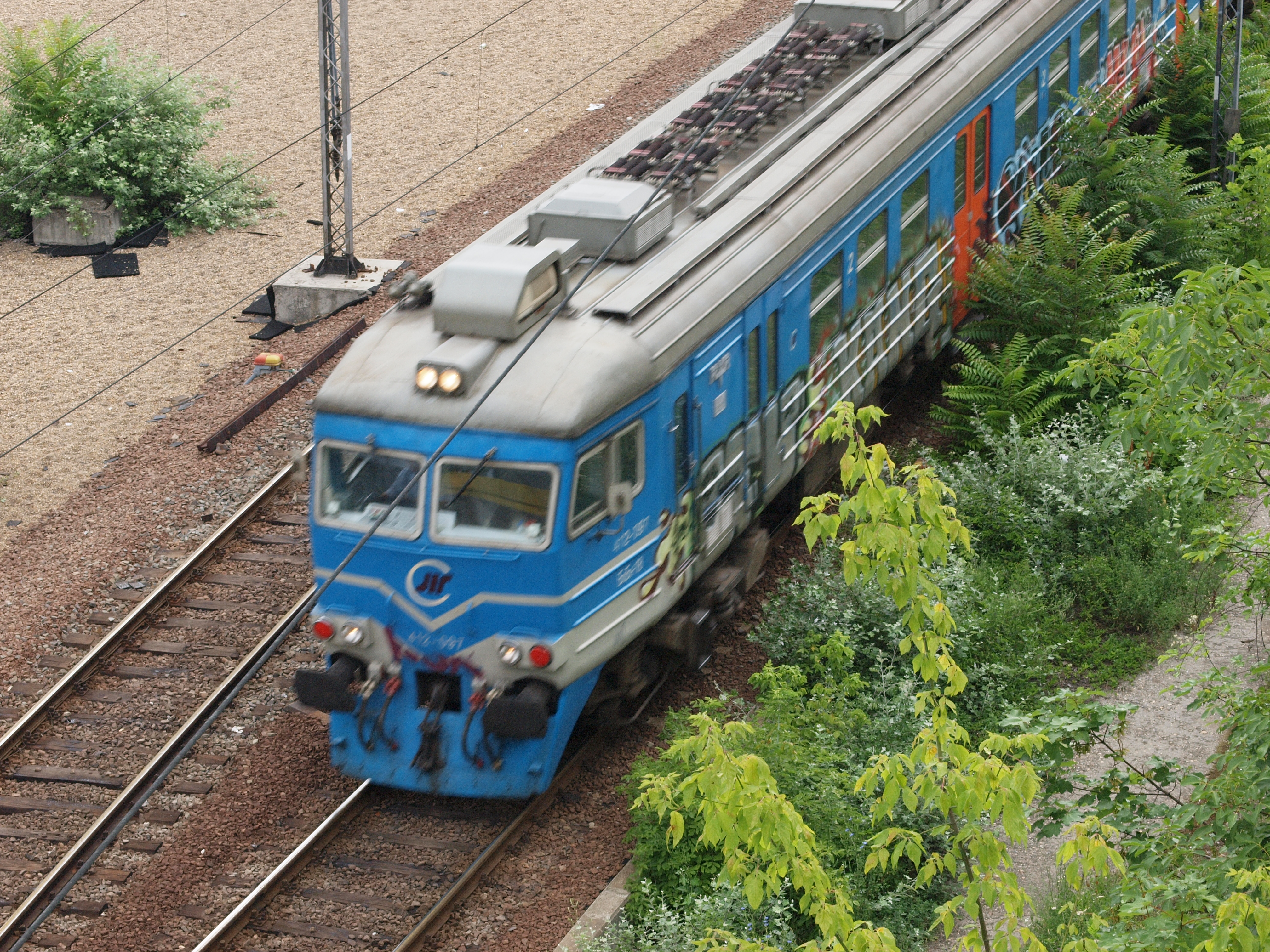
Головной вагон. Вид на крышевые тормозные резисторы

### Электрооборудование
Как и на поездах ЭР25, токоведущее и силовое преобразующее электрооборудование (трансформатор и выпрямитель) у поездов ЭР31 расположено на прицепных промежуточных вагонах, а тяговое и тормозное — на моторных. Токоведущее оборудование расположено на крышах прицепных промежуточных вагонов со стороны головного моторного. Токоприёмники имеют асимметричную конструкцию и представляют собой  полупантографы. От токоприёмника напряжение подаётся на главный воздушный выключатель, расположенный вплотную к торцу вагона, и затем через токоведущую шину подводится к вводному изолятору вблизи середины вагона перед средним тамбуром и через шинный ввод уходит под вагон на первичную обмотку трансформатора. После преобразования тяговым трансформатором и выпрямителем под вагоном напряжение передаётся на головной вагон и поступает на тяговые электродвигатели, размещённые на моторных тележках.

### Интерьер

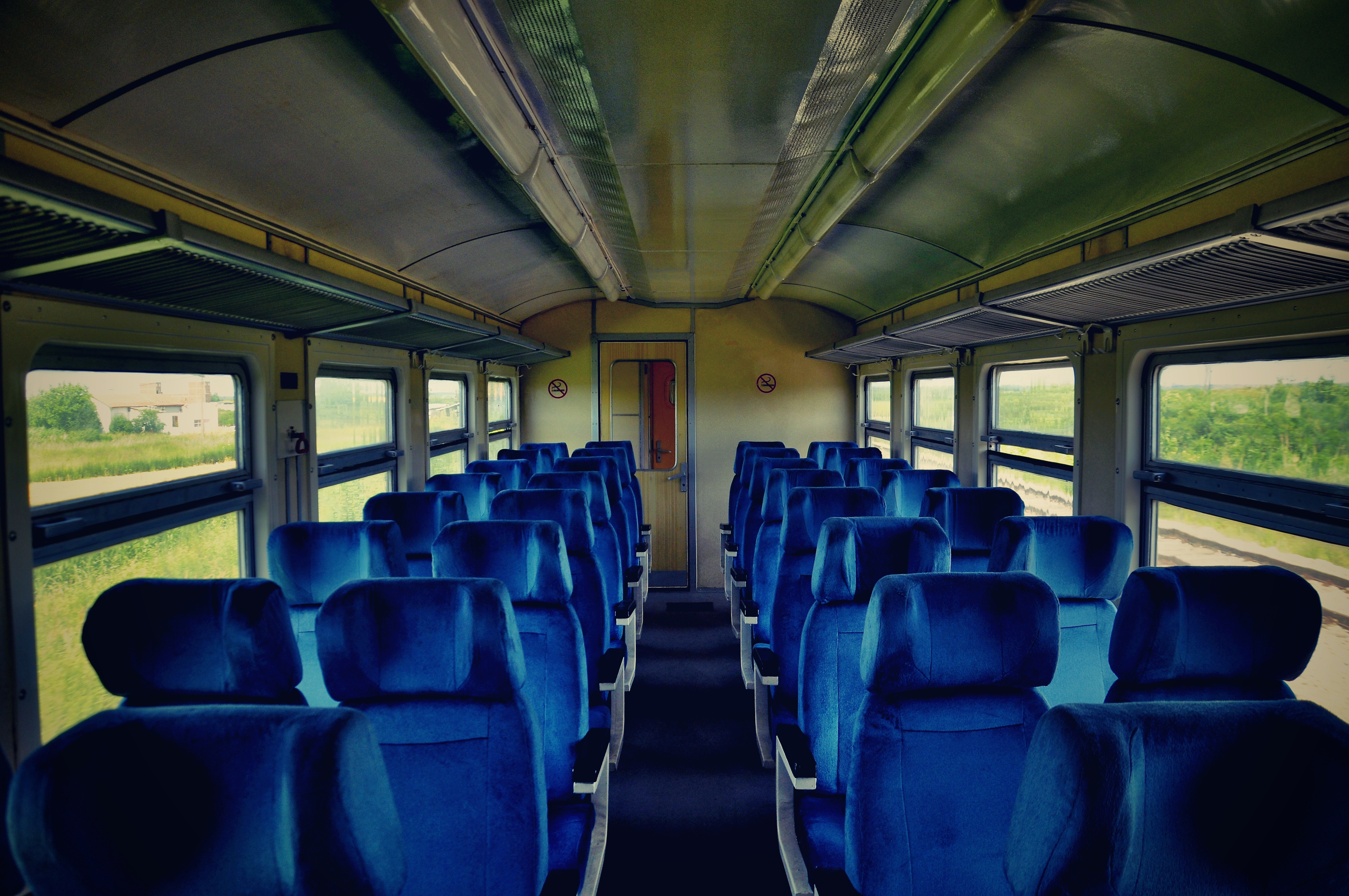
Салон электропоезда ЭР31
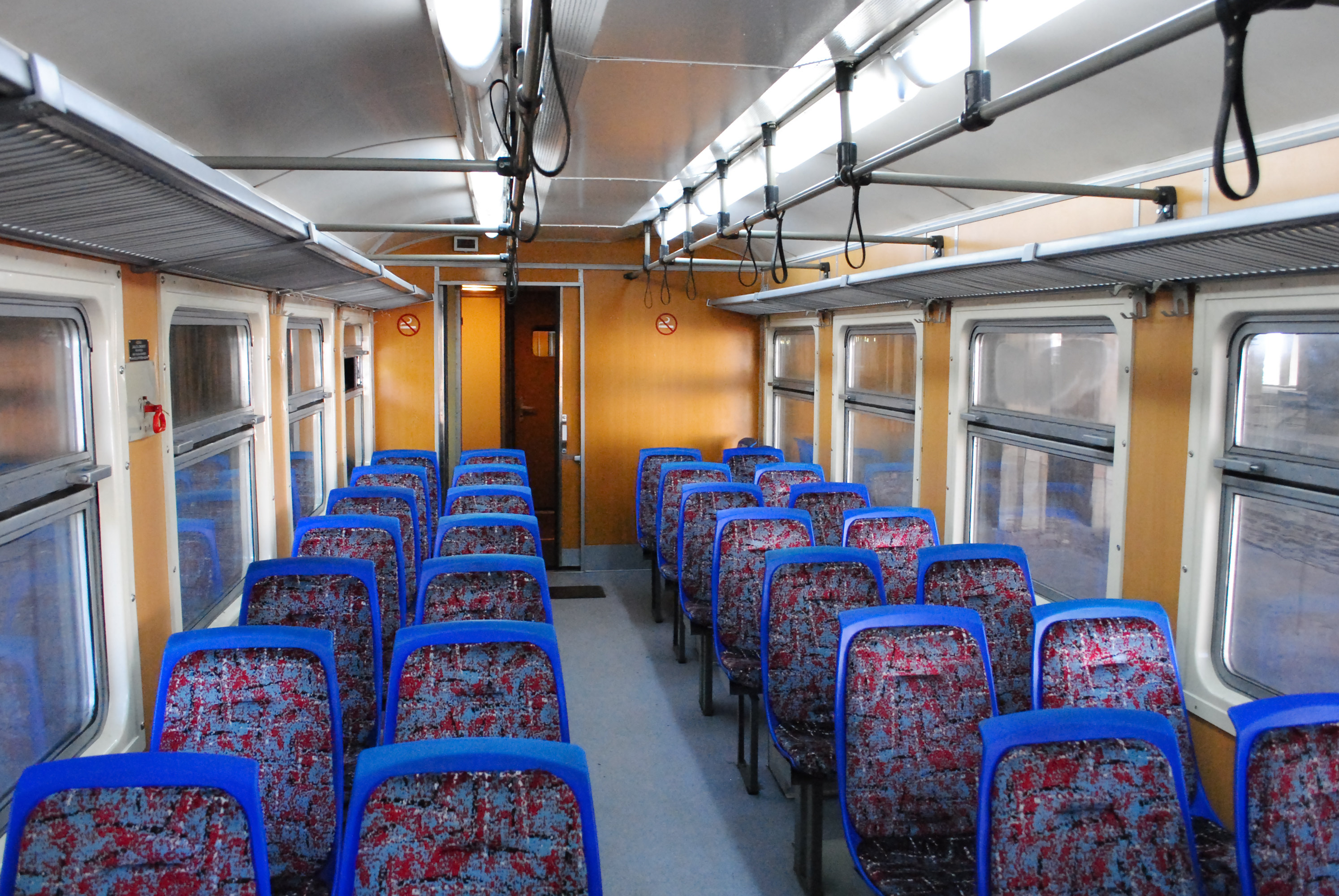
Салон электропоезда ЭР31 системы «БГ ВОЗ»
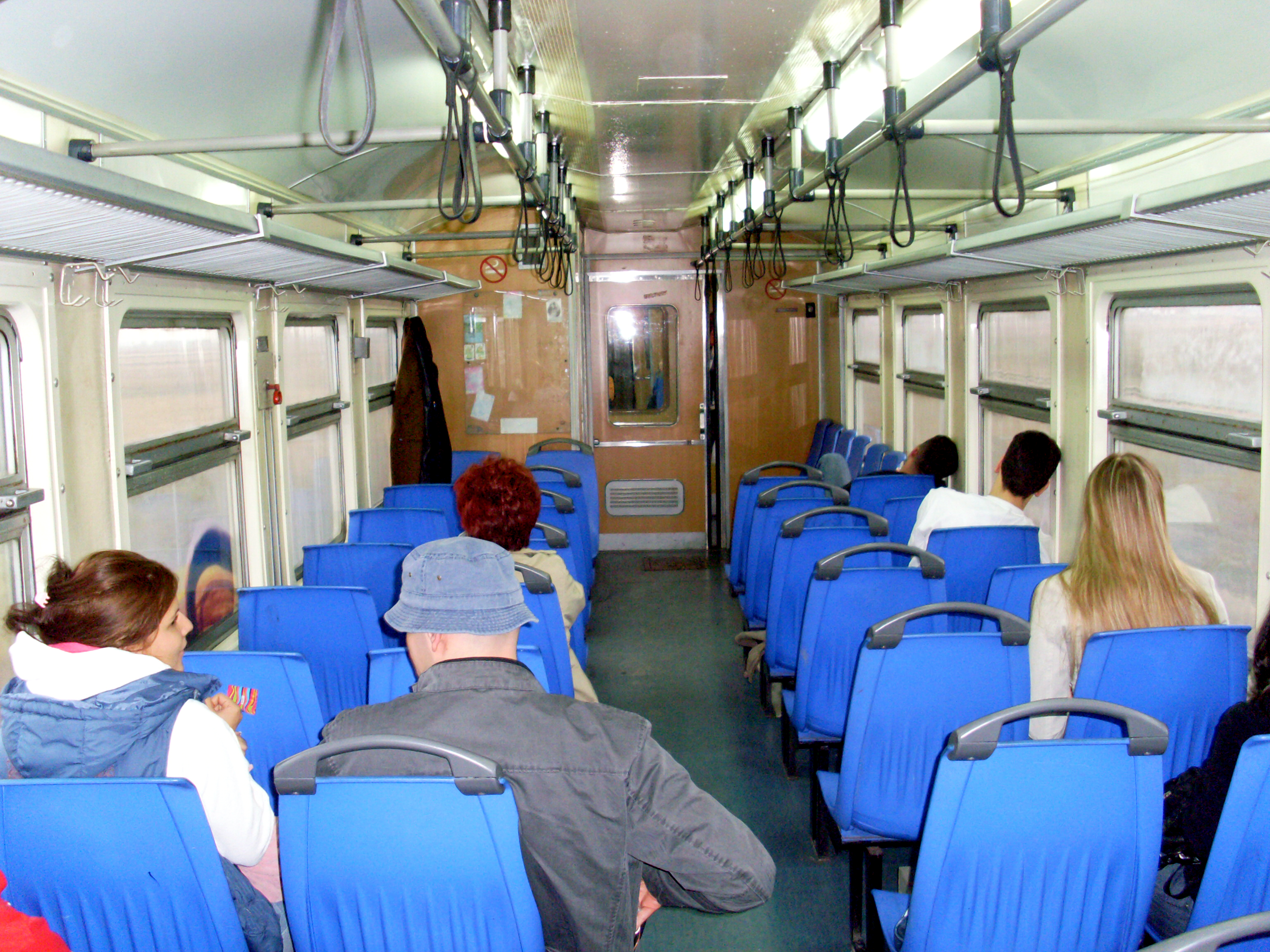
Салон электропоезда ЭР31 системы «Беовоз»
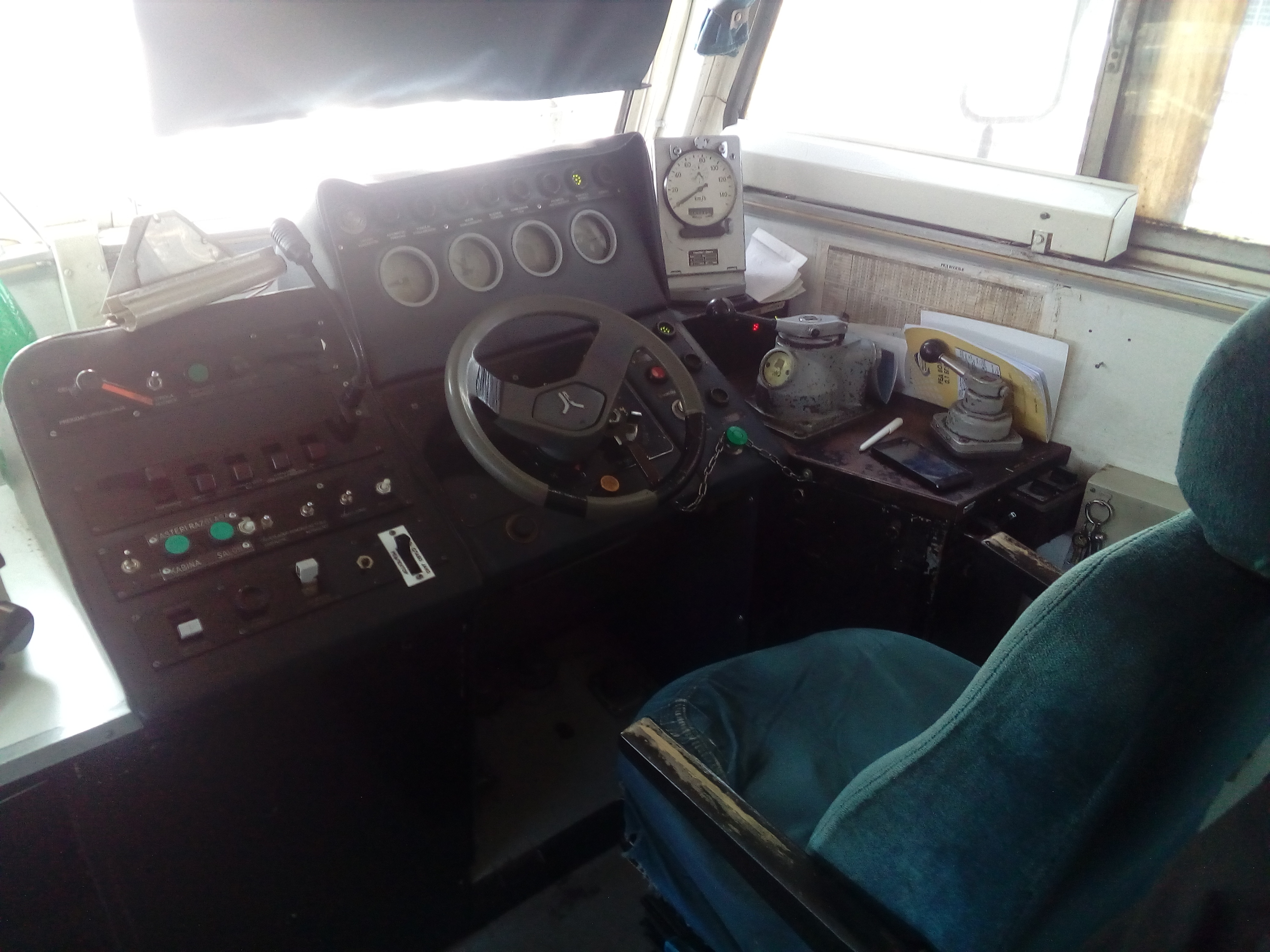
Пульт управления в кабине машиниста

## Эксплуатация
В Югославии все составы ЭР31 были распределены по различным депо в различных республиках. После распада Югославии поезда достались трём независимым государствам: Сербии, Македонии и Черногории. При этом обозначение серий вагонов и их нумерация сохранились; отличие составило только указание на принадлежность дороге.
В Сербии поезда получили обозначение ЖС 412/416. Здесь сконцентрировалось наибольшее количество поездов. Главное депо — Земун.
Часть поездов ЭР31 дорог ЖС используется в системе пригородного движения «Беовоз». К 1 сентября 2010 года была создана аналогичная российской и украинской городской электричке система «БГ ВОЗ», также использующая ЭР31.
Несколько поездов эксплуатируются на линиях дальнего следования до городов Шид, Приеполе, Нови-Сад, Прибой, Парачин.
В Черногории поезда получили обозначение ЖПЦГ 412/416. Здесь остались составы, ранее эксплуатировавшиеся на линиях Титограда (с 1985 года). Главное депо — Подгорица.
Черногория получила шесть составов со всеми номерами, начиная от 041/042 и, соответственно, до 051/052. После произошедшей 23 января 2006 года железнодорожной катастрофы под городом Биоче один состав (номер 047/048) был списан.
Со 2 июля 2008 года пассажирские перевозки по железным дорогам в Черногории осуществляются акционерной компанией «Жељезнички превоз Црне Горе АД Подгорица» (Željeznički prevoz Crne Gore AD Podgorica).
В Македонии поезда получили обозначение МЖ 412/416.
Здесь оказались следующие (после Черногории) четыре состава со всеми номерами, начиная от 053/054 и, соответственно, до 059/060. Депо приписки — Скопье.

## Транспортные происшествия
- В 1998 году в результате пожара были уничтожены прицепные вагоны 416-035 и 416-036 (в поезде номер 035/036). Несколько позже (в 2005 году) головной вагон 412-036 того же поезда пострадал при крушении на станции Осипаоница в Сербии. В результате вся секция номер 036 была списана[5].

- 23 января 2006 года около черногорского города Биоче, который находится в нескольких километрах к северо-востоку от столицы Черногории (города Подгорица), произошёл сход с рельсов и, как следствие, падение с насыпи вагонов пригородного поезда. Вагоны упали в близлежащее ущелье, в котором протекает река Морача, с высоты около 100 м. Состав следовал из города Биело-Поле в портовый город Бар. В основном пассажирами поезда были родители с детьми, возвращавшиеся с зимних каникул — общей численностью около 300 человек. По словам министра внутренних дел Черногории Юсуфа Каламперовича, причиной трагедии является отказ тормозной системы поезда. Однако суд признал виновным в аварии машиниста поезда Слободана Дробняка, что вызвало волну негодования в общественности.

Белградский политолог Лильяна Драгич в интервью рассказала: «Случившегося в Биоче можно было ожидать давно. Последние годы черногорское правительство вообще не выделяло денег на ремонт железных дорог, предпочитая финансировать агитацию за отделение от Сербии…».
В общей сложности 45 человек погибло; около 200 получили травмы различной тяжести.
В результате крушения был списан весь состав поезда 412/416-047/048.

## Электропоезда, созданные на базе ЭР31
Продолжая экспортную программу, РВЗ создал новую версию поезда для Болгарии (ЭР33) и для ставшей уже самостоятельным государством Сербии (ЭР35). Оба состава были получены путём внесения некоторых изменений в конструкцию поезда ЭР31, и, по сути, являются его модификациями.

### Электропоезд ЭР33

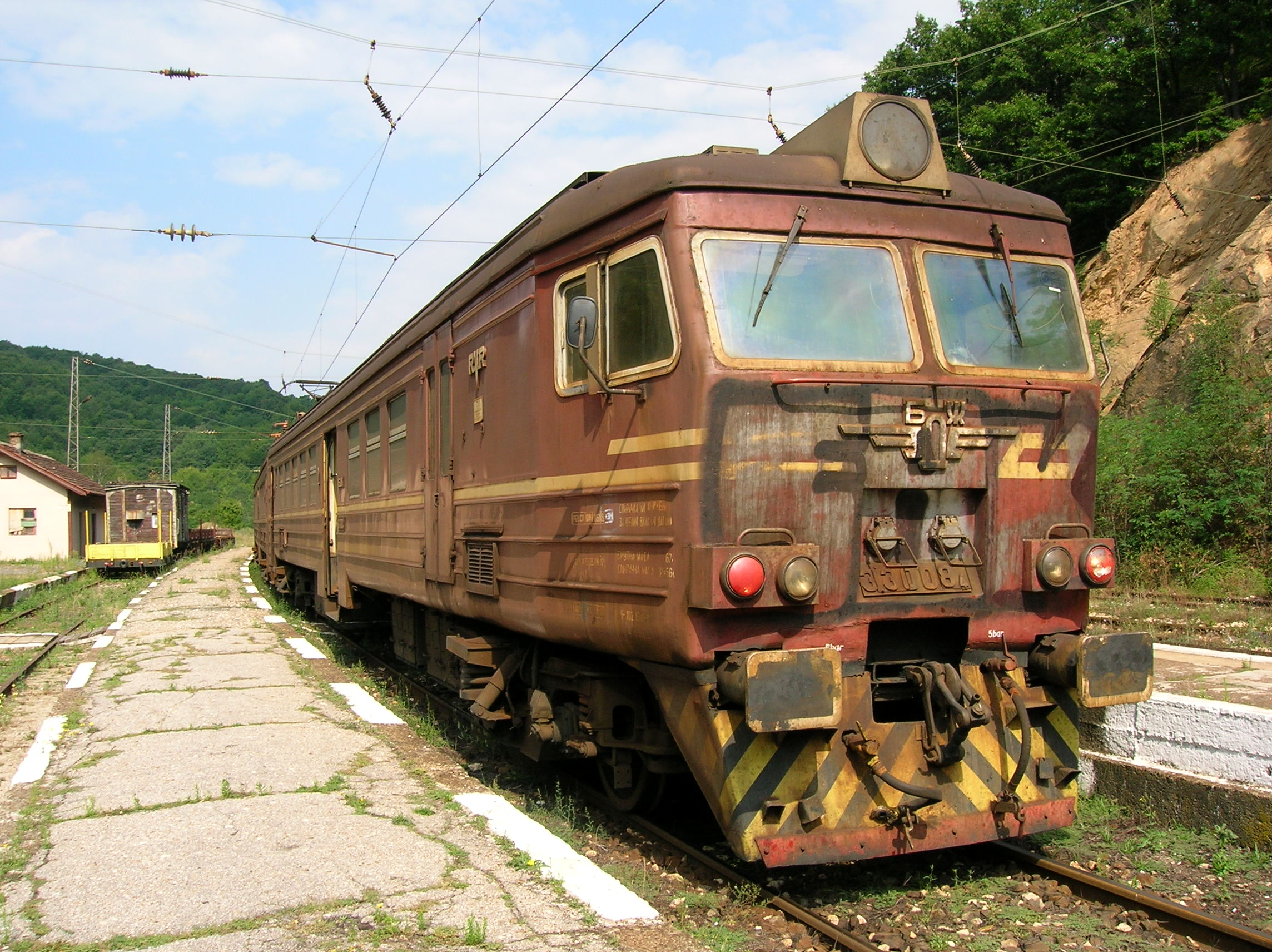
Электропоезд ЭР33 (БДЖ 33).
Вид на вагон 33 008.4

Прекратив производство электропоездов ЭР25 для Болгарии (серия БДЖ 32), РВЗ в 1990 и 1991 годах выпускал для БДЖ поезда ЭР33. По сути ЭР33 представляет собой упрощённый и удешевлённый вариант электропоезда ЭР31. Композиция (составность) поезда по сравнению с ЭР31 не изменилась.
В литературе иногда упоминается как улучшенный вариант электропоезда ЭР25. Такое утверждение допустимо, поскольку, как было сказано выше, ЭР31 сам создавался на базе ЭР25.
Электропоезд ЭР33 получил в Болгарии обозначение серии БДЖ 33. Всего было построено шесть четырёхвагонных поездов ЭР33 (или восемь секций по два вагона). Система нумерации и маркировки для ЭР33 подробно описана в основной статье и аналогична применённой с 1988 года на ЭР25 (подробно эта система описана в статье ЭР25). Нумерация секций начинается от 001 и, соответственно, идёт до 012 (первый поезд БДЖ 33 001/002, последний — БДЖ 33 011/012). По состоянию на конец 2012 года как минимум пять из шести составов ЭР33 были списаны.

### Электропоезд ЭР35

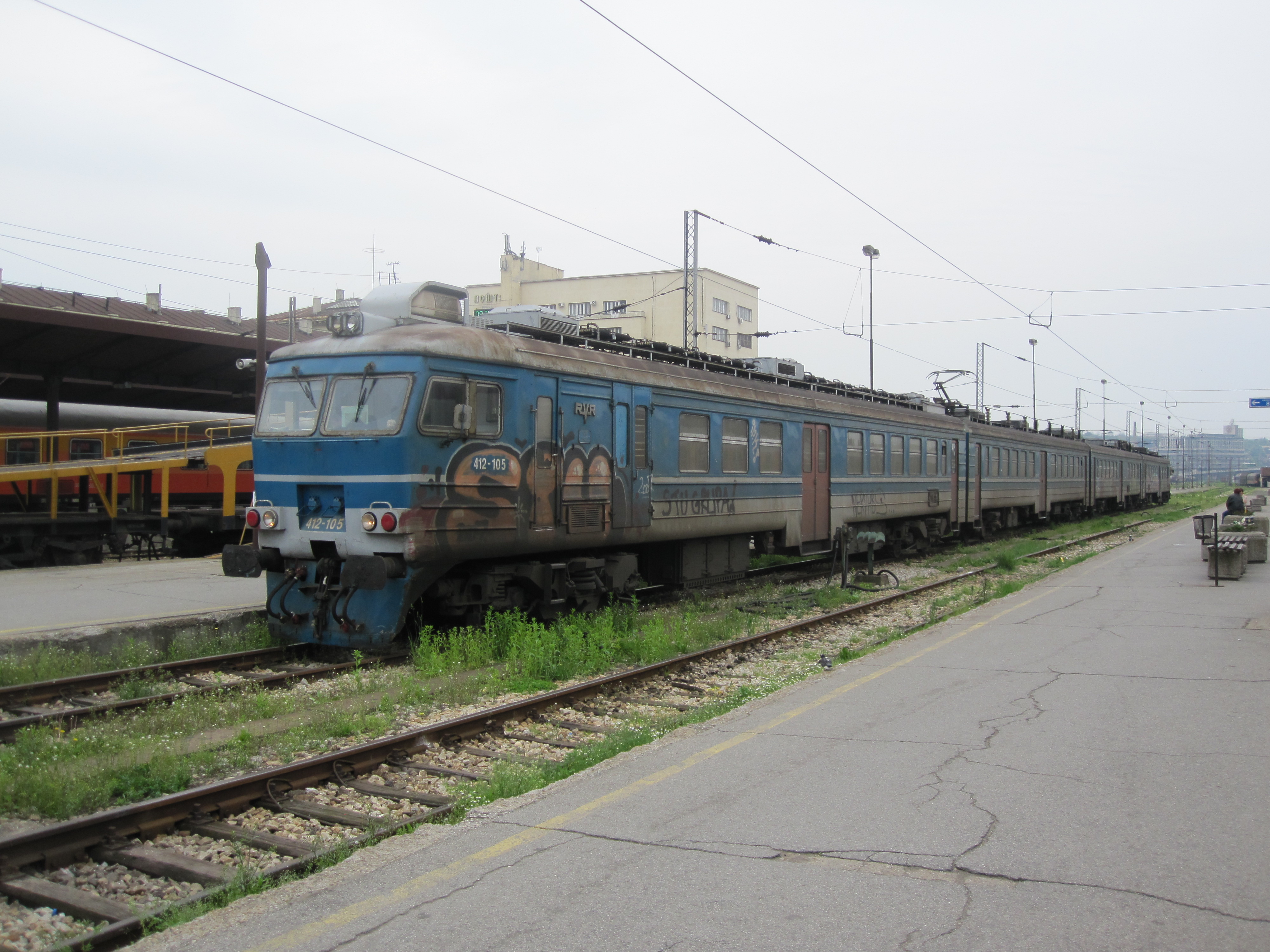
Электропоезд ЭР35 (ЖС 412/416).
Вид на вагон 412-105

После распада СССР и СФРЮ РВЗ подготовил для поставки в Союзную республику Югославия (СРЮ) обновлённую модель электропоезда, получившую в Латвии серию ЭР35. По сути ЭР35 представляет собой вариант электропоезда ЭР31 с более мощными ТЭД (в Сербии новый поезд получил то же обозначение серии, что и ЭР31). Новые двигатели позволили обеспечить удовлетворительные характеристики электрического торможения (тормозные колодки ЭР31 на затяжных спусках могли перегреваться). Композиция (составность) поезда по сравнению с ЭР31 не изменилась. При реализации этих поездов возникли проблемы, связанные с санкциями в отношении СРЮ, что вызвало задержки поставок.
Всего в 1995 и 1996 годах было построено три четырёхвагонных поезда ЭР35 (или шесть секций по два вагона). После окончательного отделения Сербии эти три состава остались на дорогах ЖС в депо Земун. Помимо обозначения серии (ЖС 412/416) система нумерации также осталась от ЭР31 (секциям просто присвоили следующие номера). Поскольку нумерация поездов ЭР31 закончилась на составе ЖС 412/416-099/100, новые составы получили номера 101/102, 103/104 и 105/106.
По состоянию на начало 2013 года некоторые поезда эксплуатировались на дальнем сообщении, с присвоением названий:
- Приеполе (Prijepolje) — состав ЖС 412/416-103/104;
- Нови Сад (Novi Sad) — состав ЖС 412/416-105/106.

## Галерея

### Электропоезда ЭР31 разных стран эксплуатации

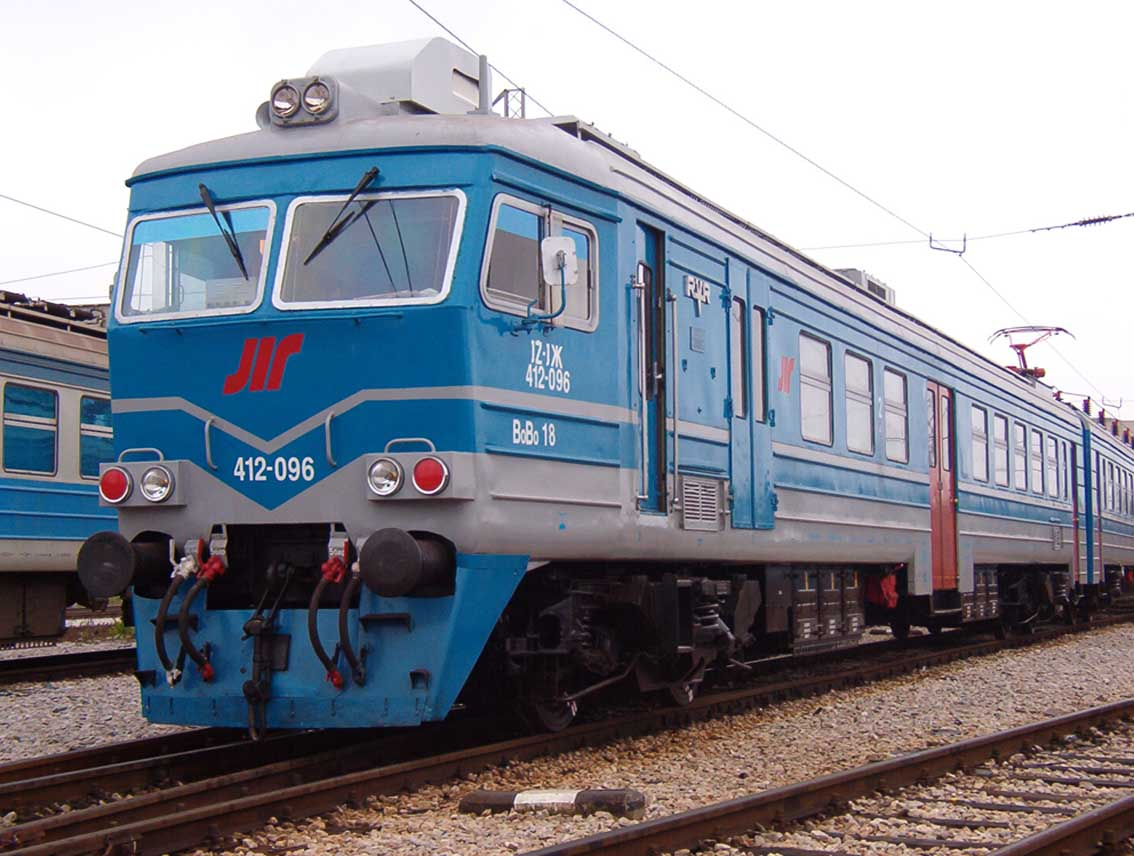
Электропоезд ЭР31 (JЖ 412/416). Вид на вагон 412-096
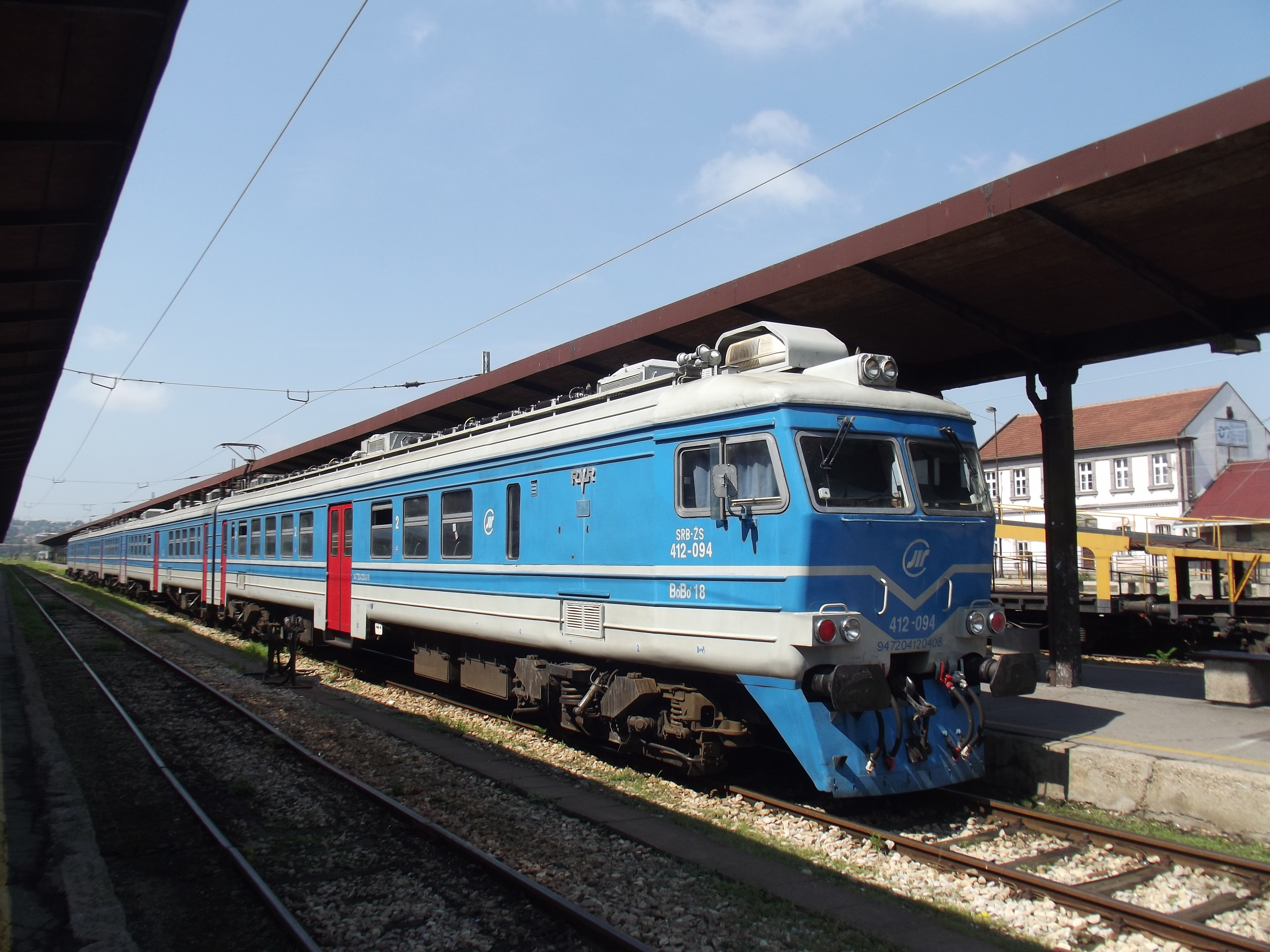
Электропоезд ЭР31 (ЖС 412/416) в Белграде. Вид на вагон 412-094
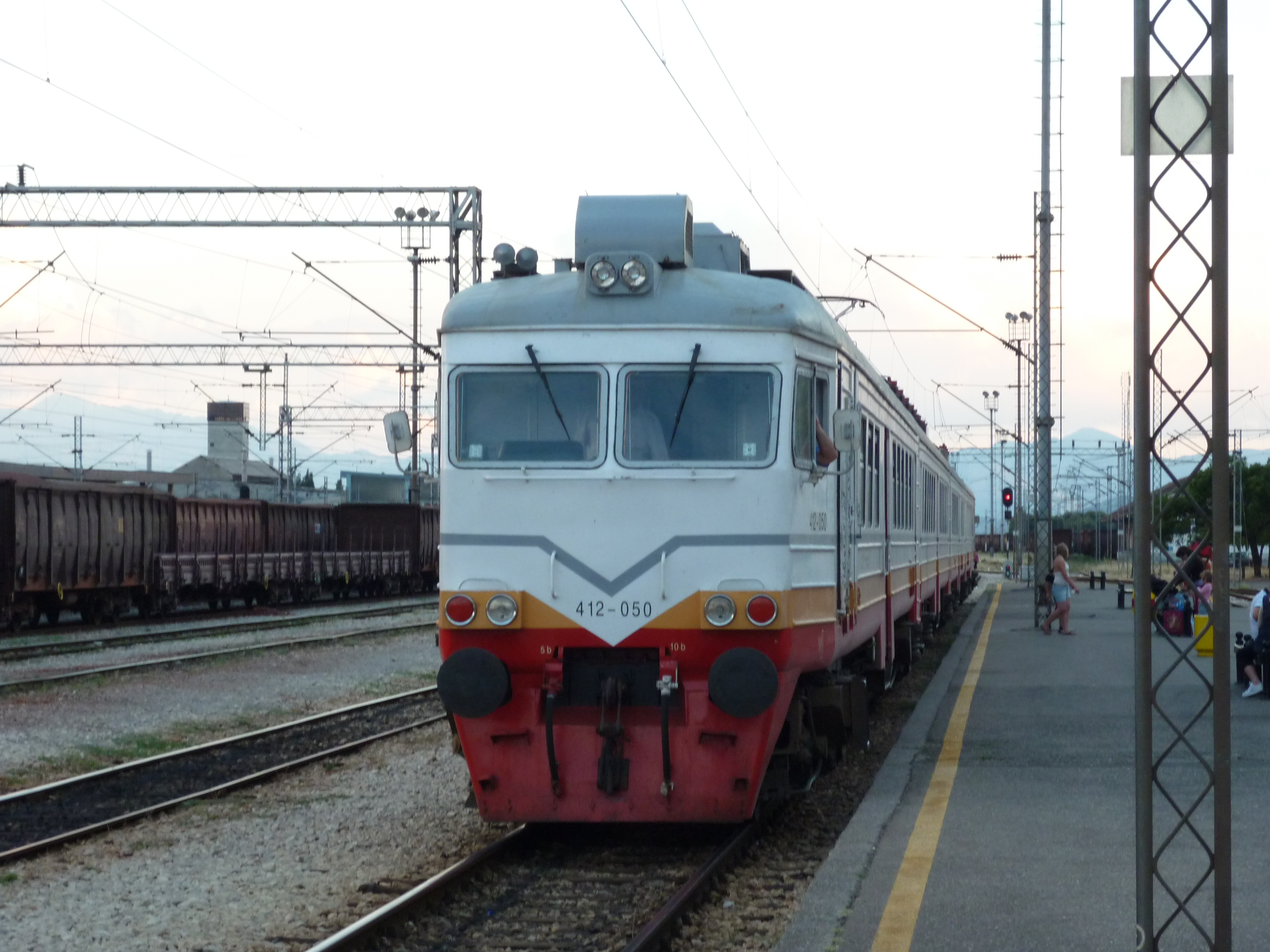
Электропоезд ЭР31 (ЖПЦГ 412/416) в Подгорице. Вид на вагон 412-050
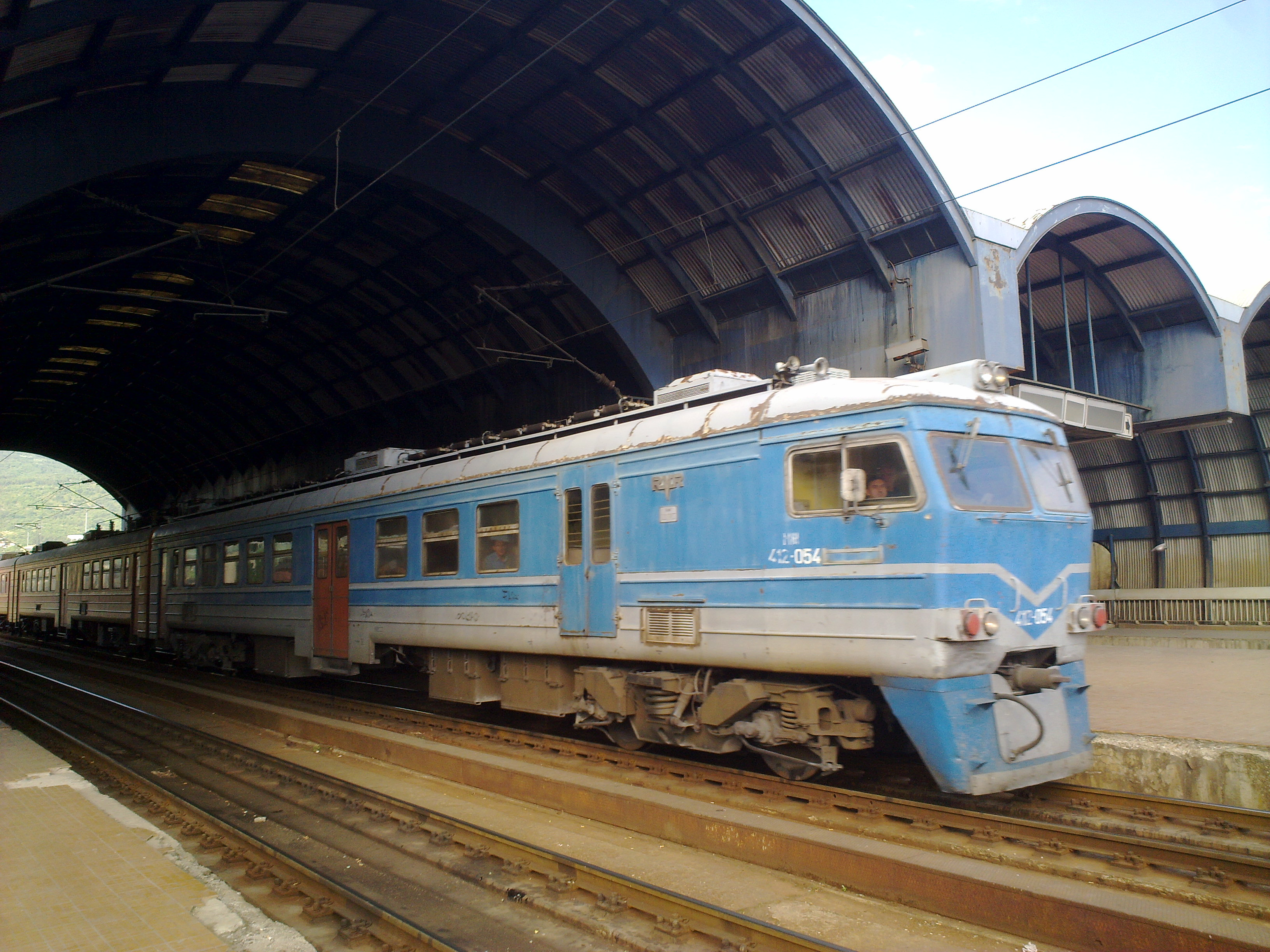
Электропоезд ЭР31 (МЖ 412/416) в Македонии. Вид на вагон 412-054

### Внешний вид электропоездов ЭР31 Сербии

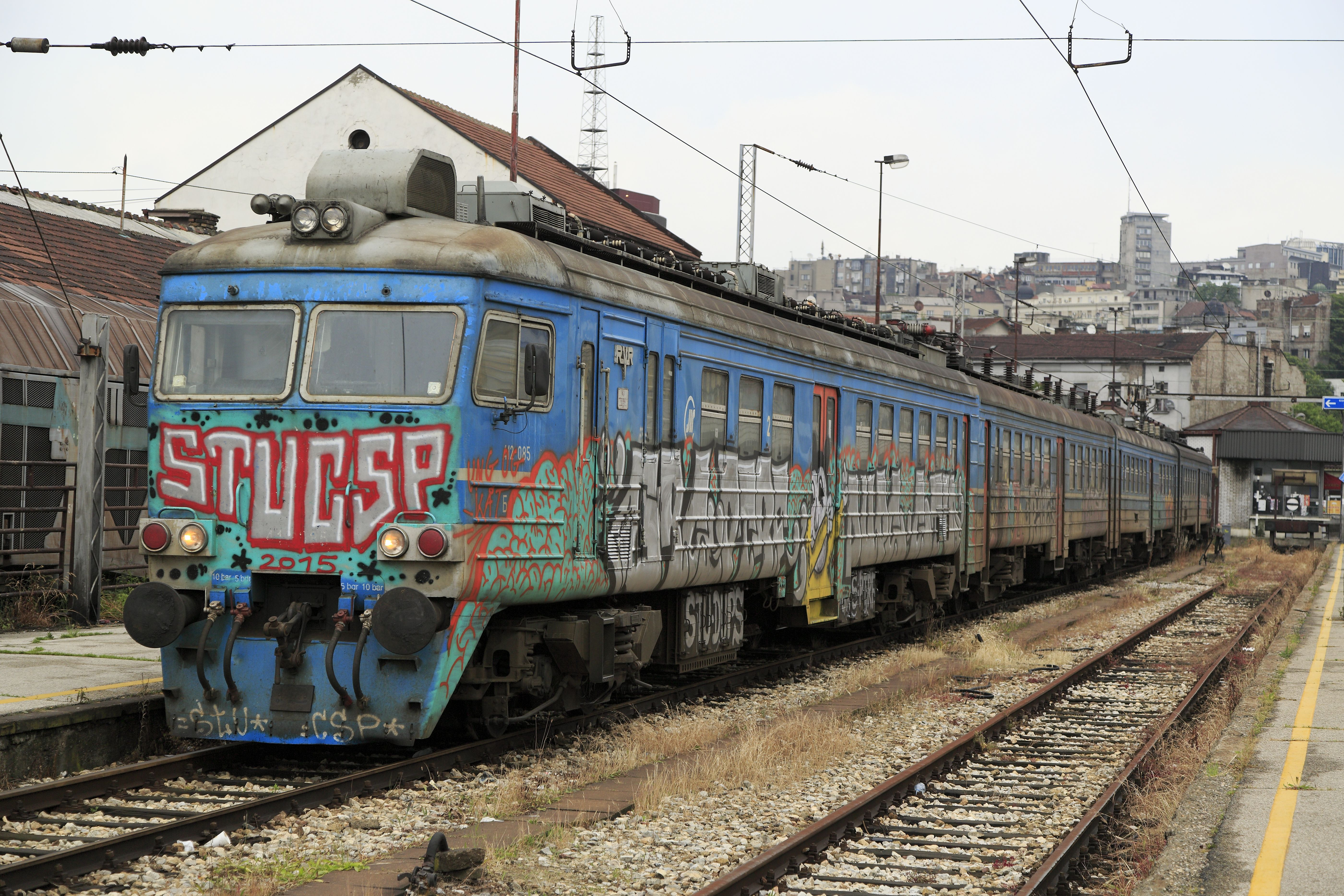
Электропоезд ЭР31 (ЖС 412/416) в граффити. Вид на вагон 412-085
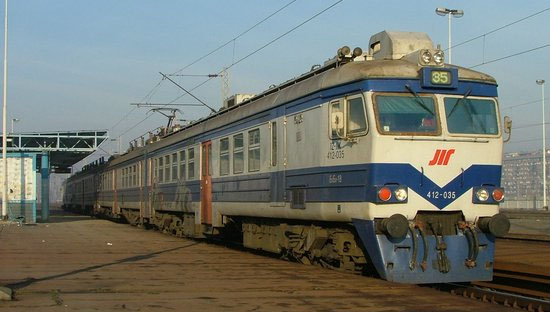
Электропоезд ЭР31 (ЖС 412/416) с сине-белой окраской системы «Беовоз». Вид на вагон 412-035

### Комментарии
1. ↑  Не считая модификаций (ЭР33 и ЭР35)
2. ↑  JЖ — серб. Југословенске железнице, Югославские железные дороги
3. 1 2 3 4 5  По материалам англоязычной версии страницы
4. ↑  По материалам англоязычной и сербоязычной версии страницы
5. ↑  ЖС — серб. Железнице Србије, Железные дороги Сербии
6. ↑  ЖПЦГ — черног. Жељезнички превоз Црне Горе АД Подгорица, Железнодорожный транспорт Черногории (акционерное общество)
7. ↑  МЖ — макед. Македонски Железници, Македонские железные дороги
8. ↑  БДЖ — болг. Български държавни железници, Болгарские государственные железные дороги